# Tanacetum aucheri
Tanacetum aucheri — вид рослин з родини айстрових (Asteraceae), поширений у західній Азії.

## Опис
Кореневищна трава. Стебла з листям, мало запушені, заввишки 15–30 см. Прикореневі листки на ніжці 1–4 см, 2-перисті, 4–8.5 см, лінійно-ланцетоподібні по контуру, з 8–16 парами первинних сегментів 5–8 мм, кожен з яких містить 3–9 пар лінійних часточок 3–5 × 0.3–0.5 мм; стеблові листки подібні, зверху стаючи сидячими й меншими. Квіткові голови у ± щільних щитках. Язичкові квітки непомітні, жовті, 2 мм, 3-лопатеві на верхівці; дискові квітки 2.5 мм. Сім'янки 4-ребристі, 1.5 мм. Період цвітіння: червень — липень.

## Середовище проживання
Поширений у Туреччині, Лівані й Сирії. Населяє соснові ліси, краї полів; на висотах між 1060 і 1600 метрів.